# 스테이지 도어 캔틴
스테이지 도어 캔틴(Stage Door Canteen)은 미국에서 제작된 프랭크 보제즈 감독의 1943년 코미디, 뮤지컬, 멜로/로맨스, 전쟁 영화이다. 주디스 앤더슨 등이 주연으로 출연하였고 프랭크 보제이즈 등이 제작에 참여하였다.

## 출연

### 주연
- 주디스 앤더슨
- 케니 베이커

### 조연
- 탈룰라 뱅크헤드
- 랄프 벨라미
- 에드가 버겐
- 찰리 맥카시
- 레이 볼거
- 이나 클레어
- 그레이시 필즈
- 린 폰탄느
- 헬렌 헤이즈
- 캐서린 헵번
- 휴 허버트
- 진 허숄트
- 조지 제슬
- 집시 로즈 리
- 알프레드 런트
- 하포 마스
- 에델 머먼
- 폴 무니
- 메르 오베른
- 조지 래프트
- 마샤 스코트
- 에델 워터스
- 조니 와이즈뮬러
- 에드 윈
- 헨리 아메타
- 베니 베이커
- 로이드 코리건
- 제인 다웰
- 윌리엄 드마레스트
- 버지니아 필드
- 앤 길리스
- 버지니아 그레이
- 샘 자페
- 알렌 젠킨스
- 로스코 칸스
- 톰 케네디
- 오토 크러거
- 준 랭
- 버트 라이텔
- 어라인 맥마혼
- 호레이스 맥마혼
- 페기 모란
- 랠프 모건
- 앨런 모우브레이
- 엘리어트 너겐트
- 패트릭 오무어
- 프랭클린 팽본
- 헬렌 패리시
- 셀레나 로일
- 코넬리아 오티스 스키너
- 네드 스팍스
- 아린 웨랜
- 데임 메이 위티
- 카운트 베이시
- 자비에 쿠거
- 베니 굿맨
- 케이 카이저
- 가이 롬바르도
- 프레디 마틴
- 론 맥칼리스터
- 선셋 카슨
- 도로시 켄트
- 케이 카이저 밴드
- 해리 버빗
- 팻 플라허티
- 아렌느 프란시스
- 맥 그레이
- 에디 홀
- 루이스 진 헤이트

## 제작진
- 원조: 델머 데이브즈
- 미술: 해리 호너
- 세트: 클렘 뷰챔프